# Кинески ћубасти пас
Кинески ћубасти пас је врста која спада у групу малих паса. Постоје две врсте ове расе, дугодлаки и бездлаки (голокожи). 

## Опис
Кинески ћубасти пси имају танак врат, заобљену издужену главу, њихова њушка је сува и сужава се при врху, очи су тамне и округле. Имају гипко тело са дугачким ногама које се завршавају заобљеним шапама. Мужјаци могу бити високи између 28 и 33 центиметара, док женке могу бити високе између 23 и 30 центиметара. Њихова тежина варира од 2 до 5,5 килограма. Ови пси могу бити бездлаки или са длаком. Јединке без длаке имају мекану кожу и само неки делови тела (реп и глава) су им прекривени свиленкастом ређом и краћом длаком. Код јединки са длаком, она је свиленкаста, дуга и густа и покрива поједине делове тела. Могу бити различитих боја. Обе подврсте карактеришу грациозност при кретању и елеганција. Ову врста паса је веома привржена људима. Воле децу и благе су нарави. Веома су добри пењачи и скакачи. С обзиром да су веома друштвени, ови пси нису добри чувари. Добро се слажу са осталима животињама, посебно са псима других врста.

## Нега
Обе врсте захтевају одређену количину неге. Дугодлаки су у потпуности прекривени дуплим, меканим, равним крзном. Раст длаке код дугдлаког је ограничен,али она на свом максимуму може бити прилично дугачка. Купање једном недељно и често четкање спречавају мршење.Никада не треба чешљати суву и прљаву длаку. Препоручује се да се она попрска водом или спрејом посебно намењеним за ту сврху.Карактеристична фризура за ову врсту је „пони фризура“, где длака остаје присутна само на глави, врату, шапама и репу. Дугодлаки су изузетно чисти, немају мирис и слабо се лињају. Оджавање коже бездлаког (голокожног), слично је одржавању људске коже. Они могу бити подложни акнама, сувоћи и опекотинама од сунца. Хипоалергенске креме и креме које нису на бази уља помажу код суве коже, ако се наносе сваког другог дана или након купања. Пса не треба излагати јаком УВ зрачењу, поготово ако има светлу кожу.Многи власници користе крему за сунчање намењену бебама, али приликом њеног коришћења треба обратити пажњу на могућу алергијску реакцију на ланолин. Шишање бездлаког базира се на одстрањиванњу сувишног раста длаке. Нокти кинеског ћубастог пас не смеју бити превише кратки, како би се избегао бол и крварење. Кинески ћубасти пас није енергична раса, али потребна је свакодневна физичка активност. Они су савршена раса за стан, али воле дуге шетње.

## Порекло расе
Не зна се путо тога о пореклу ове расе и има мало прецизних података о пореклу исте. Ова врста је пореклом из Африке са подручја Етиопије и настала је од Афричког бездлаког теријера. Кинески морепловци су их у 14. веку повели са собом јер су успешно ловили пацове на бродовима и тако је раса стигла у Кину. Тамо су укрштани са чивавом и тако су добили данашњи изглед.Такође у текстовима из 19. века постоје докази да је ова раса у генетском сродству са Мексичким бездлаким псом. Верује се да су били узгајани да би помогли људима са интелектуалним манама како би им помогли да остану здрави. Иако су гајени искључиво да би били кућни љубимци ови пси су веома издржљиви и агилни. Одлично се сналазе на такмичењима агилности и у стању су да остварују високе резултате. Пси из ове расе освојили су чак десет награда на Годишњем такмичењу за најружније псе у периоду од 2000. до 2016 године. Били су популарни у Америци крајем 19 и почетком 20. века да би касније поново постали популарни 1970. Најпознатији промотер расе била је Gypsy Rose Lee. Раса је од стране ФЦИ-а призната 1981. године. АКЦ је прихватио расу 1991. године.

## Здравље
Кинески ћубасти пси су склони проблемима са очима као што су луксација сочива, глаукома и ПРА (прогресивна атрофија мрежњче), и Лег-Пертхесова болест.Пас треба имати правилне зубе, без несталих или искривљених зуба, што је прихваћено у њиховој браћи без длаке. Кинески пси-чувари имају "примитивна уста". Њихови зуби су шиљасти као очњаци. Сорте без длаке могу имат лоше зубе, а неки их уопште не мају. Многе врсте имају очне болести као што су заслепљујућа наследна очна болест (ПЛЛ Primary Lens Luxation). Кинески ћубасти пас може такође имати најмање два облика прогресивне атрофије мрежнице (ПРА progressive retinal atrophy), што на крају може довести и до слепила. За ПЛЛ и такође један од облика ПРА, постоји генетски тест који утврђује да ли је пас „носилац, чист или погођен“. прцд-ПРА. Кинески ћубасти пас такође пати од друге очне болести која се зове Кератоцоњунцтивитис сицца или синдрома сувог ока (ДЕС dry eye syndrome). Заједно са Kerry Blue Terriers, кинески ћубасти пас раѕвија такозвани (ЦМСД canine multiple system degeneration) који се такође назива прогресивна неуронска абиотрофија (ПНА progressive neuronal abiotrophy) у Kerry Blue Terriers. Ово је прогресивни поремећај кретања дешава се између 10. и 14. недеље старости. Након 6 месеци, пси развијају потешкоће у покретању и често падају. Гени одговорни пресликани су у хромозому 1. Кинески ћубасти пас грозница може бити склон пателарном луксацијом. Ово наслеђено стање узроковано је плитким зглобовима колена (гушењем) и резултира зглобови колена који искачу.Може узроковати привремене до трајне хромности засноване на тежини. У псима су примећене алергије и аутоимуне болести. Озбиљност ових тегоба, која може довести до преране смрти пса.

## Размножавање
За развој длаке код ових паса одговоран је специфичан генски алел који се наслеђује од родитеља. Алел одговоран за подврсту која нема длаку се сматра доминантнијим (тзв. дивљи тип, енг. wild type). Алел који је одговоран за постојање длаке код ове врсте се наслеђује рецесивно. Сви пси без длаке имају могућност да имају потомство са длаком. Чак и када се паре са јединком која, такође, нема длаку. Са друге стране јединке са длаком, уколико се паре са јединком која има длаку не могу имати потомке без длаке.